# Castillon-de-Larboust
Castillon-de-Larboust ist eine französische Gemeinde mit 81 Einwohnern (Stand 1. Januar 2022) im Département Haute-Garonne in der Region Okzitanien (zuvor Midi-Pyrénées). Die Einwohner werden als Castilloustois bezeichnet.

## Geographie
Umgeben wird Castillon-de-Larboust von den fünf Nachbargemeinden: 
|                     | Billière                                    | Benque-Dessous-et-Dessus |
| Cazeaux-de-Larboust | Kompassrose, die auf Nachbargemeinden zeigt | Saint-Aventin            |
|                     | Benasque                                    |                          |

## Bevölkerungsentwicklung
| Jahr                       | 1962 | 1968 | 1975 | 1982 | 1990 | 1999 | 2008 | 2017 | 2019 |
| -------------------------- | ---- | ---- | ---- | ---- | ---- | ---- | ---- | ---- | ---- |
| Einwohner                  | 79   | 67   | 63   | 65   | 86   | 83   | 65   | 63   | 74   |
| Quellen: Cassini und INSEE |      |      |      |      |      |      |      |      |      |

## Sehenswürdigkeiten

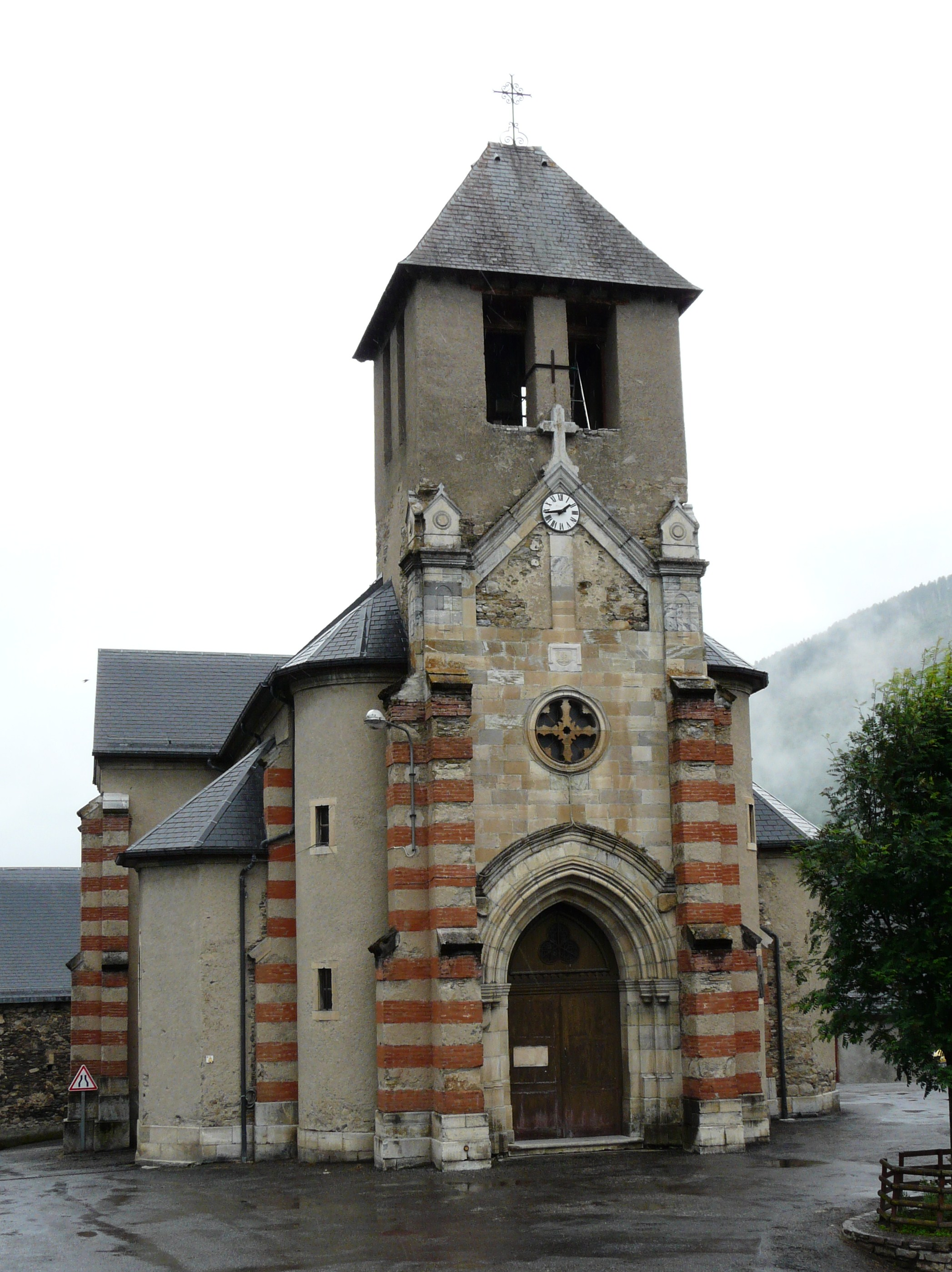
Kirche St-Barthélemy

- Kirche St-Barthélemy
- Manoir (Herrenhaus)